# Chesed
Chesed (hebr. חסד) – jedna z dziesięciu sefirot w kabalistycznym Drzewie Życia.

## Kabała
Oznacza łaskę, miłosierdzie. Razem z Gewurą odpowiada za świadomość zmian i różnic. W przeciwieństwie jednak do żeńskiej Gewury, Chesed jest sefirą twórczą, należącą do prawej, męskiej kolumny Drzewa Życia. Jest ona odpowiedzialna za tworzenie form, jakie ma przyjmować energia. Razem z przeciwną Gewurą tworzy otchłań dzielącą Świat Kreacji (Briah) od Świata Duchowego (Aciluth). Strażnikiem tej sefiry jest Archanioł Cadkiel (Zadkiel).

## Tarot
W tarocie odpowiednikiem Chesed są Małe Arkana Czwórki. Symbolem dróg łączących Chesed z innymi sefirami są odpowiednio Wielkie Arkana: Kapłan (Chesed - Chochma), Sprawiedliwość (Chesed - Gewura), Eremita (Chesed - Tiferet), Koło Fortuny (Chesed - Necach).